# Жар (Нюксенский район)
Жар — деревня в Нюксенском районе Вологодской области.
Входит в состав Городищенского сельского поселения, с точки зрения административно-территориального деления — в Космаревский сельсовет.
Расстояние до районного центра Нюксеницы по автодороге — 41,5 км, до центра муниципального образования Городищны по прямой — 1,1 км. Ближайшие населённые пункты — Городищна, Шульгино, Бор, Козлово, Лопатино.
По переписи 2002 года население — 103 человека (50 мужчин, 53 женщины). Преобладающая национальность — русские (98 %).